# Brahim El Bahri
Brahim El Bahri (Rabat, 26 de Março de 1986) é um futebolista marroquino, que atualmente disputa partidas pelo Le Mans Union Club 72.